# Akosua Busia
Akosua Busia (Wenchi, 30 de dezembro de 1966), é Princesa Real de Wenchi, em Gana. Busia também é atriz, cantora, romancista, roteirista, poeta, diretora e oradora.

## Biografia
Busia nasceu em 30 de dezembro de 1966, em Wenchi, Gana. Filha da ex-primeira-dama, Naa Morkor Busia e do ex-primeiro-ministro de Gana Kofi Abrefa Busia. Irmã de Abena Busia e mãe de Hadar Busia-Singleton,
Em 1972, Busia e sua família passaram a viver em exílio, após seu pai ser deposto do cargo de primeiro-ministro. Moraram em 32 países diferentes.
Busia estudou dramaturgia na Central School of Speech and Drama, em Londres e frequentou a Universidade de Oxford, na Inglaterra. Quando se formou, foi trabalhar nos EUA.
Em 1996, Busia casou com John Singleton e tiveram uma filha. E em 1997 se divorciaram.

## Filmografia
- Ashanti (1979) - Personagem: The Senoufo Girl.[7]
- Simon & Simon (1981): 1 episódio.[7]
- A Super Máquina (1982): 1 episódio.[7]
- St. Elsewhere (1982): 1 episódio.[7]
- The Final Terror (1983): Personagem: Vanessa.[7]
- Louisiane (1984): Personagem: Ivy.[7]
- A.D. - Anno Domini (1985): 5 episódios.[7]
- Além da Imaginação (1985):1 episódio.[7]

- A Cor Púrpura (1985) - Personagem: Nettie.[7]
- Low Blow (1986) - Personagem: Karma.[7]
- Herança de Sangue (1986) - Personagem: Bessie.[7]
- A Special Friendship (1987) - Personagem: Mary Bowser.[7]
- A Different World (1987): 1 episódio[7]
- A Sétima Profecia (1988) - Personagem: Penny Washburn.[7]
- The George McKenna Story (1988): Personagem: Cynthia Byers.[7]
- ER: Plantão Médico (1994): 5 episódios.[7]
- Dead Man's Walk (1996) - Personagem: Emeralda.[7]
- O Massacre de Rosewood  (1997) - Personagem: Jewel.[7]
- O Quarto Poder (1997) - Personagem: Diane.[7]
- Ill Gotten Gains (1997) - Personagem: Fey.[7]
- Lágrimas do Sol (2003) - Personagem: Patience.[7]
- Ascension Day (2007) - Diretora.[7]

## Teatro
- Gloo Joo (1978).[8]
- Mule Bone (1991).[9]

- Eclipsed (2016).[8]

## Obras
- Poema A Sacrifice of Song.[1]
- Poema Mama.[10]
- O longa-metragem The Prof: Um homem lembrado - Vida, Visão e Legado, do Dr. Kofi Abrefa Busia.[1]
- Romance The Seasons of Beento Blackbird.[6]